# Harpactorinae
Harpactorinae là một phân họ lớn của họ Reduviidae, với khoảng 300 chi và 2000 loài đã được mô tả. Vài loài trong các chi Zelus, Pselliopus, Sinea, và Apiomerus được dùng làm thiên địch.

## Một số chi
- Acholla Stål, 1862
- Apiomerus
- Arilus Hahn, 1831
- Atrachelus Amyot và Serville, 1843
- Castolus Stål, 1858
- Camptibia Cai, 2003
- Doldina Stål, 1859
- Euagoras
- Eulyes  Amyot & Serville, 1843
- Fitchia Stål, 1859
- Heza Amyot and Serville, 1843
- Iocorus
- Irantha Stål, 1861
- Liangcoris Zhao, Cai & Ren, 2007
- Pahabengkakia
- Pselliopus Bergroth, 1905
- Repipta Stål, 1859
- Rhynocoris Hahn, 1834
- Rocconota Stål, 1859
- Sinea Amyot and Serville, 1843
- Sphedanolestes Stål
- Sycanus Amyot and Serville, 1843
- Zelus Fabricius, 1802